# حذیفة بن احوص الاشجعی
حذیفه بن احوص الاشجعی (انگلیسی: Hudhaifa ibn al-Ahwas al-Ashja'i) دهمین والی اموی اندلس (۷۲۸) بوده است.
وی توسط هشام بن عبدالملک خلیفه امویان و عبیده سلمی، والی قیروان به این سمت منصوب و جانشین یحیی بن سلامه الکلبی شد